# Alex Lowes
Alexander Thomas Lowes (Lincoln, 14 settembre 1990) è un pilota motociclistico britannico.
Anche suo fratello gemello, Sam Lowes, corre come pilota professionista.

## Carriera

### Gli inizi

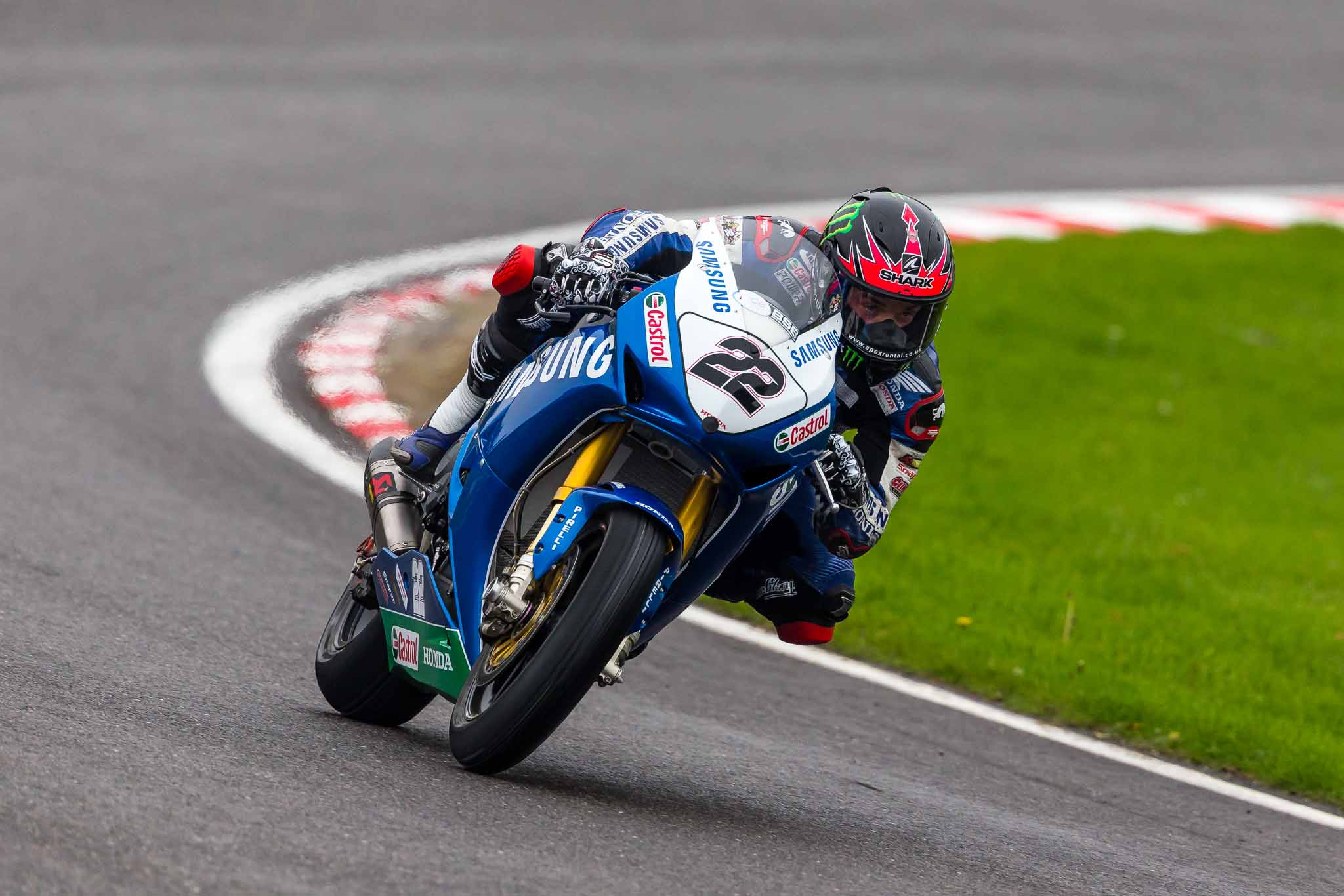
Lowes nel 2013, su Honda CBR 1000RR, nel British Superbike Championship.

Inizia a correre nei vari tornei giovanili di motocross dal 1998 fino al 2001, l'anno successivo passa alle gare su pista fino ad arrivare, nel 2007, a competere nel campionato britannico Supersport. Quell'anno ottiene un 10º posto come miglior piazzamento stagionale a soli sedici anni, attirando l'interesse delle squadre del campionato europeo Superstock 600 e così l'anno seguente firma un contratto con il team O SIX Kawasaki Supported. Si classifica 16º nella classifica generale con un secondo posto in gara come risultato di rilievo. Nella stessa stagione prende parte alla prova di Vallelunga nel campionato italiano Stock1000 classificandosi ventiduesimo.
Nel 2009 passa alla Superstock 1000 FIM Cup con la MV Agusta F4 312 R del team UnionBike Gimotorsports posizionandosi 26º nella classifica finale per poi partecipare, nel 2010, ad una sola gara del campionato mondiale Supersport come wildcard ed a tempo pieno nel British Superbike Championship. Per il 2011, oltre a rinnovare la sua presenza fissa nel campionato britannico Superbike, viene chiamato per sostituire l'infortunato Jonathan Rea nel campionato mondiale Superbike in sella alla Honda CBR 1000RR del team Castrol Honda. Nel 2012 corre sempre nel campionato britannico Superbike con una Honda CBR1000, terminando la stagione al 4º posto, mentre nel 2013, sempre guidando una Honda CBR1000, vince il titolo.

### Superbike
Nel 2014 si sposta nel campionato mondiale Superbike, alla guida di una Suzuki GSX-R1000 nel team Voltcom Crescent Suzuki, con compagno di squadra Eugene Laverty. Chiude la stagione all'undicesimo posto con 139 punti, due podii e due giri veloci che gli valgono la conferma in squadra anche per la stagione successiva. Nel 2015 ottiene un altro podio arrivando terzo nel Gran premio di Thailandia in gara 2. Termina la stagione al decimo posto con 135 punti all'attivo. 
Nel 2016 rimane nello stesso team, cambiando però motocicletta, guida infatti la Yamaha YZF-R1. In questa stagione è costretto a saltare il Gran Premio di casa a Donington a causa di una lussazione alla spalla rimediata nel precedente Gran Premio di Malesia a Sepang. Vince la 8 Ore di Suzuka insieme a Katsuyuki Nakasuga e Pol Espargaró in sella alla Yamaha del team Factory Racing. Sempre nel 2016 è chiamato a sostituire Bradley Smith (infortunatosi disputando le prove della 8 ore di Oschersleben), nei Gran Premi di Gran Bretagna, San Marino e Aragona (nel quale non corre per un infortunio al piede sinistro rimediato nelle prove libere del GP) in MotoGP in sella alla Yamaha YZR-M1 del team Tech 3, totalizzando 3 punti e il ventiquattresimo posto in classifica finale. Nel mondiale Superbike chiude al dodicesimo posto con 131 punti ottenuti.

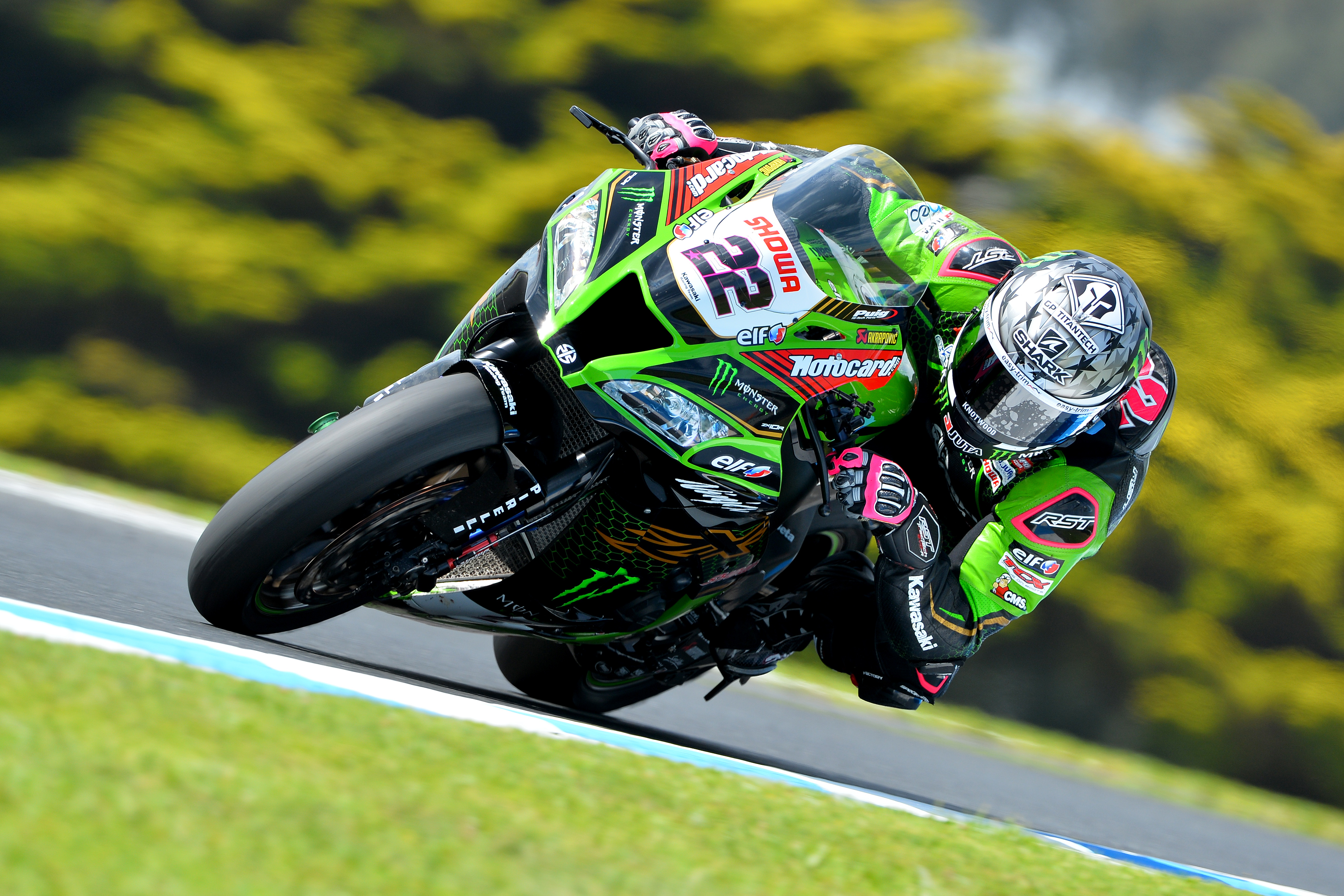
Lowes nel 2020, su Kawasaki Ninja ZX-10R, nel campionato mondiale Superbike.

Nel 2017 è nuovamente pilota titolare del team ufficiale Yamaha. Il nuovo compagno di squadra è l'olandese Michael van der Mark. Chiude la stagione al quinto posto in classifica piloti con duecentoquarantadue punti ottenuti. Nel 2018 è, per la terza stagione consecutiva, pilota ufficiale Yamaha. In occasione del Gran Premio di Repubblica Ceca a Brno ottiene la sua prima affermazione nel mondiale Superbike. Chiude la stagione al sesto posto in classifica piloti. Nel 2019 inizia il quarto anno consecutivo con Yamaha. Ottiene prestazioni regolari, tra cui nove piazzamenti a podio, e chiude la stagione al terzo posto in classifica piloti.
Nel 2020 passa al team Kawasaki Racing in squadra con Jonathan Rea. Ottiene una vittoria nella gara inaugurale in Australia e termina la stagione al sesto posto in classifica mondiale. Nel 2021 continua con lo stesso team e compagno di squadra della stagione precedente. Ottiene cinque piazzamenti a podio e conclude la stagione all'ottavo posto in classifica. Nel 2022, terzo anno con Kawasaki Racing, sale altre quattro volte sul podio classificandosi sesto nel mondiale. Il 2023 vede Lowes nuovamente impegnato con Kawasaki. In questa annata è costretto a saltare il Gran Premio d'Aragona per infortunio venendo sostituito da Florian Marino. Chiude il campionato all'undicesimo posto con il podio della Superpole Race a Mandalika come miglior risultato stagionale. Nel 2024 il nuovo compagno di squadra è Axel Bassani. Lowes inizia la stagione con due vittorie a Phillip Island che lo portano momentaneamente in vetta alla classifica; saranno dodici i piazzamenti a podio totali a fine campionato, concluso al quarto posto.

## Risultati in gara

### Motomondiale
| 2006 | Classe | Moto  |  |  |  |  |  |  |  |  |     |  |    |  |  |  |  |  |  |  | Punti | Pos. |
| ---- | ------ | ----- |  |  |  |  |  |  |  |  | --- |  | -- |  |  |  |  |  |  |  | ----- | ---- |
| 2006 | 125    | Honda |  |  |  |  |  |  |  |  | Rit |  | NE |  |  |  |  |  |  |  | 0     |      |

| 2016 | Classe | Moto   |  |  |  |  |  |  |  |  |  |  |  |    |     |    |  |  |  |  | Punti | Pos. |
| ---- | ------ | ------ |  |  |  |  |  |  |  |  |  |  |  | -- | --- | -- |  |  |  |  | ----- | ---- |
| 2016 | MotoGP | Yamaha |  |  |  |  |  |  |  |  |  |  |  | 13 | Rit | NP |  |  |  |  | 3     | 24º  |

| Legenda | 1º posto        | 2º posto            | 3º posto            | A punti      | Senza punti        | Grassetto – Pole position Corsivo – Giro più veloce |
| Legenda | Gara non valida | Non qual./Non part. | Ritirato/Non class. | Squalificato | '-' Dato non disp. | Grassetto – Pole position Corsivo – Giro più veloce |

### Campionato mondiale Supersport
| 2010 | Moto   |  |  |  |  |  |  |  |  |  |     |  |  |  |  | Punti | Pos. |
| ---- | ------ |  |  |  |  |  |  |  |  |  | --- |  |  |  |  | ----- | ---- |
| 2010 | Yamaha |  |  |  |  |  |  |  |  |  | Rit |  |  |  |  | 0     |      |

| Legenda | 1º posto        | 2º posto            | 3º posto           | A punti      | Senza punti        | Grassetto – Pole position Corsivo – Giro più veloce |
| Legenda | Gara non valida | Non qual./Non part. | Ritirato/Non class | Squalificato | '-' Dato non disp. | Grassetto – Pole position Corsivo – Giro più veloce |

### Campionato mondiale Superbike
| 2011 | Moto  |  |  |  |  |  |  |  |  |  |  |  |  |  |  |    |     |     |     |  |  |  |  |  |  |  |  |  |  | Punti | Pos. |
| ---- | ----- |  |  |  |  |  |  |  |  |  |  |  |  |  |  | -- | --- | --- | --- |  |  |  |  |  |  |  |  |  |  | ----- | ---- |
| 2011 | Honda |  |  |  |  |  |  |  |  |  |  |  |  |  |  | 15 | Rit | Rit | Rit |  |  |  |  |  |  |  |  |  |  | 1     | 33º  |

| 2014 | Moto   |     |    |    |     |   |   |   |    |   |   |     |   |     |   |   |   |   |    |     |   |     |     |    |   |  |  |  |  | Punti | Pos. |
| ---- | ------ | --- | -- | -- | --- | - | - | - | -- | - | - | --- | - | --- | - | - | - | - | -- | --- | - | --- | --- | -- | - |  |  |  |  | ----- | ---- |
| 2014 | Suzuki | Rit | 13 | 10 | Rit | 9 | 2 | 8 | 10 | 3 | 9 | Rit | 9 | Rit | 8 | 6 | 4 | 8 | NP | Rit | 9 | Rit | Rit | 10 | 9 |  |  |  |  | 139   | 11º  |

| 2015 | Moto   |   |     |   |   |    |    |     |   |    |    |   |   |    |    |    |     |   |     |   |   |   |    |   |    |     |     |  |  | Punti | Pos. |
| ---- | ------ | - | --- | - | - | -- | -- | --- | - | -- | -- | - | - | -- | -- | -- | --- | - | --- | - | - | - | -- | - | -- | --- | --- |  |  | ----- | ---- |
| 2015 | Suzuki | 9 | Rit | 7 | 3 | NC | 14 | Rit | 9 | 12 | 10 | 6 | 6 | 10 | 13 | 12 | Rit | 6 | Rit | 6 | 8 | 7 | 18 | 8 | 10 | Rit | Rit |  |  | 135   | 10º  |

| 2016 | Moto   |     |    |   |     |   |   |   |   |    |   |   |     |     |     |    |   |   |    |   |     |    |    |     |   |   |    |  |  | Punti | Pos. |
| ---- | ------ | --- | -- | - | --- | - | - | - | - | -- | - | - | --- | --- | --- | -- | - | - | -- | - | --- | -- | -- | --- | - | - | -- |  |  | ----- | ---- |
| 2016 | Yamaha | Rit | 14 | 6 | Rit | 8 | 9 | 8 | 7 | 11 | 6 | 5 | Rit | Inf | Inf | 13 | 8 | 5 | 14 | 8 | Rit | 11 | 19 | Rit | 7 | 7 | 10 |  |  | 131   | 12º  |

| 2017 | Moto   |   |   |   |   |   |    |     |   |   |   |   |   |   |     |     |   |   |   |    |     |   |   |   |   |     |   |  |  | Punti | Pos. |
| ---- | ------ | - | - | - | - | - | -- | --- | - | - | - | - | - | - | --- | --- | - | - | - | -- | --- | - | - | - | - | --- | - |  |  | ----- | ---- |
| 2017 | Yamaha | 4 | 4 | 6 | 4 | 4 | 13 | Rit | 5 | 8 | 6 | 3 | 5 | 2 | Rit | Rit | 9 | 6 | 5 | 18 | Rit | 5 | 2 | 4 | 4 | Rit | 3 |  |  | 242   | 5º   |

| 2018 | Moto   |   |   |   |   |   |   |    |    |    |   |   |   |   |   |   |   |     |   |    |    |    |   |   |   |   |    |  |  | Punti | Pos. |
| ---- | ------ | - | - | - | - | - | - | -- | -- | -- | - | - | - | - | - | - | - | --- | - | -- | -- | -- | - | - | - | - | -- |  |  | ----- | ---- |
| 2018 | Yamaha | 6 | 5 | 5 | 3 | 7 | 4 | 12 | 14 | 10 | 6 | 4 | 4 | 5 | 1 | 3 | 4 | Rit | 6 | 10 | 11 | 18 | 7 | 7 | 6 | 3 | AN |  |  | 248   | 6º   |

| 2019 | Moto   |   |   |   |   |   |   |   |   |   |   |    |   |   |   |    |    |     |    |     |   |   |   |   |   |   |   |   |   |   |   |   |   |   |   |   |   |   |   |   |  |  |  | Punti | Pos. |
| ---- | ------ | - | - | - | - | - | - | - | - | - | - | -- | - | - | - | -- | -- | --- | -- | --- | - | - | - | - | - | - | - | - | - | - | - | - | - | - | - | - | - | - | - | - |  |  |  | ----- | ---- |
| 2019 | Yamaha | 4 | 4 | 5 | 3 | 3 | 3 | 4 | 3 | 5 | 4 | AN | 4 | 7 | 5 | AN | 16 | Rit | 14 | Rit | 2 | 4 | 5 | 6 | 4 | 5 | 6 | 4 | 7 | 3 | 4 | 6 | 6 | 3 | 5 | 5 | 6 | 3 | 3 | 4 |  |  |  | 341   | 3º   |

| 2020 | Moto     |   |   |   |   |   |   |   |   |     |     |   |   |   |   |   |   |   |   |   |   |   |   |     |     |  |  |  |  |  |  |  |  |  |  |  |  |  |  |  |  |  |  | Punti | Pos. |
| ---- | -------- | - | - | - | - | - | - | - | - | --- | --- | - | - | - | - | - | - | - | - | - | - | - | - | --- | --- |  |  |  |  |  |  |  |  |  |  |  |  |  |  |  |  |  |  | ----- | ---- |
| 2020 | Kawasaki | 2 | 4 | 1 | 9 | 7 | 5 | 4 | 4 | Rit | Rit | 6 | 9 | 6 | 6 | 5 | 9 | 7 | 8 | 3 | 2 | 7 | 6 | Rit | Rit |  |  |  |  |  |  |  |  |  |  |  |  |  |  |  |  |  |  | 189   | 6º   |

| 2021 | Moto     |   |   |   |    |   |   |   |   |   |   |    |   |     |   |   |    |   |   |   |   |   |     |   |     |   |   |     |   |    |    |     |     |     |   |   |    |    |    |    |  |  |  | Punti | Pos. |
| ---- | -------- | - | - | - | -- | - | - | - | - | - | - | -- | - | --- | - | - | -- | - | - | - | - | - | --- | - | --- | - | - | --- | - | -- | -- | --- | --- | --- | - | - | -- | -- | -- | -- |  |  |  | ----- | ---- |
| 2021 | Kawasaki | 2 | 2 | 3 | 19 | 6 | 4 | 5 | 5 | 6 | 3 | 14 | 6 | Rit | 6 | 7 | 13 | 7 | 6 | 5 | 5 | 6 | Rit | 3 | Rit | 6 | 4 | Rit | 9 | AN | NP | Inf | Inf | Inf | 4 | 9 | NP | NP | AN | NP |  |  |  | 213   | 8º   |

| 2022 | Moto     |     |   |   |     |     |   |   |   |   |   |   |   |   |   |   |   |     |    |   |   |   |   |   |     |   |   |   |   |   |   |   |   |   |   |   |   |  |  |  |  |  |  | Punti | Pos. |
| ---- | -------- | --- | - | - | --- | --- | - | - | - | - | - | - | - | - | - | - | - | --- | -- | - | - | - | - | - | --- | - | - | - | - | - | - | - | - | - | - | - | - |  |  |  |  |  |  | ----- | ---- |
| 2022 | Kawasaki | Rit | 6 | 5 | Rit | Rit | 4 | 7 | 6 | 4 | 5 | 8 | 8 | 3 | 5 | 6 | 9 | Rit | NP | 4 | 4 | 4 | 7 | 3 | Rit | 5 | 4 | 5 | 6 | 5 | 4 | 9 | 7 | 9 | 3 | 4 | 3 |  |  |  |  |  |  | 272   | 6º   |

| 2023 | Moto     |     |   |     |    |   |    |   |   |   |     |   |   |   |   |     |   |   |   |   |   |     |   |   |    |   |     |    |     |     |     |   |     |    |   |     |    |  |  |  |  |  |  | Punti | Pos. |
| ---- | -------- | --- | - | --- | -- | - | -- | - | - | - | --- | - | - | - | - | --- | - | - | - | - | - | --- | - | - | -- | - | --- | -- | --- | --- | --- | - | --- | -- | - | --- | -- |  |  |  |  |  |  | ----- | ---- |
| 2023 | Kawasaki | Rit | 4 | Rit | 10 | 3 | 13 | 7 | 4 | 9 | Rit | 5 | 4 | 7 | 6 | Rit | 6 | 6 | 6 | 9 | 7 | Rit | 9 | 7 | 14 | 8 | Rit | NP | Inf | Inf | Inf | 5 | Rit | NP | 7 | Rit | NP |  |  |  |  |  |  | 149   | 11º  |

| 2024 | Moto     |   |   |   |   |   |   |   |   |     |   |   |   |   |   |   |     |   |   |   |   |   |     |   |   |    |   |   |   |     |    |   |   |    |   |   |   |  |  |  |  |  |  | Punti | Pos. |
| ---- | -------- | - | - | - | - | - | - | - | - | --- | - | - | - | - | - | - | --- | - | - | - | - | - | --- | - | - | -- | - | - | - | --- | -- | - | - | -- | - | - | - |  |  |  |  |  |  | ----- | ---- |
| 2024 | Kawasaki | 4 | 1 | 1 | 6 | 5 | 6 | 5 | 3 | Rit | 5 | 3 | 4 | 2 | 5 | 3 | Rit | 3 | 9 | 5 | 3 | 3 | Rit | 2 | 4 | 20 | 2 | 9 | 7 | Rit | NP | 4 | 6 | 12 | 4 | 3 | 5 |  |  |  |  |  |  | 316   | 4º   |

| 2025 | Moto   |   |   |   |     |    |     |    |    |   |    |    |    |   |   |    |   |   |    |     |    |    |   |    |   |  |  |  |  |  |  |  |  |  |  |  |  |  |  |  |  |  |  | Punti | Pos. |
| ---- | ------ | - | - | - | --- | -- | --- | -- | -- | - | -- | -- | -- | - | - | -- | - | - | -- | --- | -- | -- | - | -- | - |  |  |  |  |  |  |  |  |  |  |  |  |  |  |  |  |  |  | ----- | ---- |
| 2025 | Bimota | 8 | 7 | 8 | Rit | 13 | Rit | 11 | 11 | 6 | 11 | 12 | 11 | 4 | 7 | 15 | 4 | 2 | 14 | Rit | NP | NP | 6 | 11 | 6 |  |  |  |  |  |  |  |  |  |  |  |  |  |  |  |  |  |  | 105   |      |

| Legenda | 1º posto        | 2º posto            | 3º posto           | A punti      | Senza punti        | Grassetto – Pole position Corsivo – Giro più veloce |
| Legenda | Gara non valida | Non qual./Non part. | Ritirato/Non class | Squalificato | '-' Dato non disp. | Grassetto – Pole position Corsivo – Giro più veloce |